# Quinario
Nella metrica italiana, il quinario è un verso nel quale l'accento principale si trova sulla quarta sillaba: quindi, se l'ultima parola è piana comprende cinque sillabe, mentre se è tronca o sdrucciola ne ha rispettivamente quattro oppure sei. Gli accenti metrici sono generalmente 
```
' _ _ ' _
```

```
_ ' _ ' _
```

con un accento secondario sulla prima o sulla seconda sillaba.

## Esempi di versi quinari
Esistono odi scritte in versi quinari: un esempio è dato da La melanconia, di Pindemonte, che inizia così:
```
  Fonti e colline
chiesi agli Dei:
m'udiro alfine,
pago io vivrò.
  Né mai quel fonte
co' desir miei,
né mai quel monte
trapasserò.
```

questo è un esempio di verso quinario.